# Mario Golf: Super Rush
Mario Golf: Super Rush es un videojuego de deportes desarrollado por Camelot Software Planning y publicado por Nintendo para Nintendo Switch. Es el séptimo juego de la serie Mario Golf y fue anunciado en el Nintendo Direct del 17 de febrero de 2021. Fue lanzado al mercado el 25 de junio de 2021.

## Jugabilidad
Mario Golf: Super Rush contiene la misma jugabilidad que entregas anteriores de la franquicia, además de otras nuevas. El juego ofrece la posibilidad de jugar con botones con un control más clásico, o con los controles de movimiento de los Joy-Con como si fueran palos de golf.

## Personajes jugables
- Mario
- Luigi
- Peach
- Daisy
- Wario
- Waluigi
- Rosalina
- Pauline
- Bowser
- Bowser Jr.
- Toad
- Toadette (versión 2.0.0)
- Yoshi
- Donkey Kong
- Boo
- Rey Bob-omba
- Placapum
- Koopa Troopa (versión 3.0.0)
- Ninji (versión 3.0.0)
- Shy Guy (versión 4.0.0)
- Floruga (versión 4.0.0)
- Mii

## Doblaje
| Personaje                                             | Actor de voz Original | Doblaje de Hispanoamérica | Doblaje de España   |
| ----------------------------------------------------- | --------------------- | ------------------------- | ------------------- |
| Mario                                                 | Charles Martinet      | Charles Martinet          | Charles Martinet    |
| Luigi                                                 | Charles Martinet      | Charles Martinet          | Charles Martinet    |
| Wario                                                 | Charles Martinet      | Charles Martinet          | Charles Martinet    |
| Waluigi                                               | Charles Martinet      | Charles Martinet          | Charles Martinet    |
| Princesa Peach                                        | Samantha Kelly        | Samantha Kelly            | Samantha Kelly      |
| Toad                                                  | Samantha Kelly        | Samantha Kelly            | Samantha Kelly      |
| Toadette                                              | Samantha Kelly        | Samantha Kelly            | Samantha Kelly      |
| Princesa Daisy                                        | Deanna Mustard        | Deanna Mustard            | Deanna Mustard      |
| Yoshi                                                 | Kazumi Totaka         | Kazumi Totaka             | Kazumi Totaka       |
| Birdo                                                 | Kazumi Totaka         | Kazumi Totaka             | Kazumi Totaka       |
| Donkey Kong                                           | Takashi Nagasako      | Takashi Nagasako          | Takashi Nagasako    |
| Estela (Rosalina en Hispanoamérica)                   | Laura Faye Smith      | Laura Faye Smith          | Laura Faye Smith    |
| Destello                                              | Yuya Takezawa         | Yuya Takezawa             | Yuya Takezawa       |
| Pauline                                               | Kate Higgins          | Kate Higgins              | Kate Higgins        |
| Bowser                                                | Kenny James           | Kenny James               | Kenny James         |
| Bowsy (Bowser Jr. en Hispanoamérica)                  | Caety Sagoian         | Caety Sagoian             | Caety Sagoian       |
| Boo                                                   | Sanae Suzaki          | Sanae Suzaki              | Sanae Suzaki        |
| Spike (Escupicos en Hispanoamérica)                   | Sanae Suzaki          | Sanae Suzaki              | Sanae Suzaki        |
| Escupiedras                                           | Sanae Suzaki          | Sanae Suzaki              | Sanae Suzaki        |
| Shy Guys                                              | Nate Bihldorff        | Nate Bihldorff            | Nate Bihldorff      |
| Floruga                                               | Dolores Rogers        | Dolores Rogers            | Dolores Rogers      |
| Huesitos                                              | Toru Asakawa          | Toru Asakawa              | Toru Asakawa        |
| Hermano Martillo                                      | Motoki Takagi         | Motoki Takagi             | Motoki Takagi       |
| Hermano Fuego                                         | Motoki Takagi         | Motoki Takagi             | Motoki Takagi       |
| Hermano Boomerang (Hermano bumerán en Hispanoamérica) | Motoki Takagi         | Motoki Takagi             | Motoki Takagi       |
| Mii (femenino)                                        | Tomo Adachi           | Tomo Adachi               | Tomo Adachi         |
| Mii (femenino)                                        | Yūko Kaida            |                           |                     |
| Mii (femenino)                                        | Ayumi Nagao           |                           |                     |
| Mii (femenino)                                        | Hitomi Hirose         |                           |                     |
| Mii (masculino)                                       | Humihiro Okabayasgi   | Humihiro Okabayasgi       | Humihiro Okabayasgi |
| Mii (masculino)                                       | Takuya Satō           |                           |                     |
| Mii (masculino)                                       | Katsuhiro Harasawa    |                           |                     |
| Mii (masculino)                                       | Tomoyuki Higuchi      |                           |                     |
| Comentarista                                          | Robert Tunstall       | Camilo Alba Navarro       | Alberto Arias Pérez |

## Modos de juego

### Golf rápido
Este nuevo modo se caracteriza por la eliminación de los turnos, golpeando todos los jugadores sus bolas al mismo tiempo y recorriendo el circuito todos a la vez hasta llegar cada uno a su respectiva bola para introducirla en el hoyo antes que nadie y seguir avanzando. En este modo además es posible hacer uso de objetos como en otros juegos de la serie Mario, tales como la flor de hielo, la superestrella y otros objetos especiales.

### Modo historia
En este modo el jugador controla a un Mii, comenzando como principiante y desarrollando sus habilidades mientras sube de nivel. El jugador va ganando experiencia mientras participa en las distintas competiciones para ir subiendo de niveles, pudiendo asignar puntos a diferentes atributos para desarrollar así a su personaje Mii. 

## Recepción
Mario Golf: Super Rush recibió críticas de positivas a mixtas en Metacritic.